# Микита (архімандрит Печерський)
Микита I (д/н — бл. 1416) — церковний діяч часів Великого князівства Литовського.

## Життєпис
Про походження відсутні відомості. Близько 1398 року після смерті архімандрита Феодосія IV обирається настоятелем Києво-Печерського монастиря.
Встановив гарні стосунки з київським князем Іваном Гольшанським та його родиною, які стали одними з його найбільш щедрих вкладників. Відбувається відбудова монастиря, розширення його власності. В цей час Микита I впроваджує посаду намісника архімандрита, що свідчить про активні поїздки настоятелем за межі Києва. Водночас Микита завершив справу попередника щодо відновлення укріпленого подвір'я монастиря на замковій горі на випадок військової небезпеки.
1399 року після поразки великого князя Литовського Вітовта в битві на річці Ворскла золотоординські війська підійшли до Києва. Проте вдалося відкупитися від них, сплативши 3 тис. грошей литовських, з них Києво-Печерський монастир — 30 литовських грошей.
Багато зусиль було докладено до поліпшення знань серед ченців, створення бібліотеки. За свідченням київського митрополита Фотія, який прибув на Русь в 1410 році, братія Києво-Печерського монастиря відрізнялася освіченістю.
Києво-Печерский монастир завдяки діям архімандрита залишався культурно-мистецьким центром, вдосконалювалися традиції іконопису. Збереглися відомості про те, що чернець монастиря Антоній у 1409 розписував собор у Пскові.
Навесні 1416 року з великим військом темник Золотої Орди Едигей напав на Київ, під час чого спалив Києво-Печерський монастир. У цей час загинуло багато ченців, ймовірно, серед них був архімандрит Микита.